# Маловисківська міська територіальна громада
Маловисківська міська територіальна громада — територіальна громада в Україні, у Новоукраїнському районі Кіровоградської області. Адміністративний центр — місто Мала Виска.
Площа громади — 231,83 км², населення — 13 354 мешканці (2018).
Утворена 14 серпня 2015 року шляхом об'єднання Маловисківської міської ради та Олександрівської, Паліївської, Первомайської сільських рад Маловисківського району.

## Населені пункти
У складі громади 16 населених пунктів — 1 місто (Мала Виска), 2 селища (Вишневе, Заповідне) і 13 сіл:
- Валуївка
- Веселе
- Димине
- Краснопілка
- Лозуватка
- Лутківка
- Мануйлівка
- Миролюбівка
- Новомиколаївка
- Олександрівка
- Паліївка
- Тарасівка
- Червона Поляна